# Heather Rosbeck
Heather (Ann) Rosbeck est une actrice américaine.

## Filmographie
- 1997 : Visceral Matter : Miss Colorado
- 1998 : Mary à tout prix (There's Something About Mary) : propriétaire du Club
- 2000 : Manipulations (The Contender) : Elaine Bidwell
- 2001 : L'Amour extra-large (Shallow Hal) : physionomiste à la porte

## Anecdote
Elle fait la couverture de septembre 2000 du magazine Platinum.